# Oulactis orientalis
Oulactis orientalis (лат.) — вид морских стрекающих из семейства Actiniidae, напоминающих своей формой цветок.
Тело цилиндрическое формы, серого окраса. Ширина тела 1,5-2 см, высота 2-4 см. На нём есть 24 продольными ряда клейких присосок, идущих до подошвы. Воротничок (приподнятый участок стенки тела вокруг орального диска) состоит из множества присосок зеленоватого окраса, акрохаг (кольцо крупных желтоватых сосочков на внутренней стороне воротничка) выражен очень слабо, а у молодых экземпляров может отсутствовать. Тело покрыто мелкими песчинками. На оральном диске до 72 щупалец. Рот щелевидной формы с двумя жёлтыми желобками — сифоноглифами.
Встречается на северо-западном побережье Тихого океана в Южном Приморье на побережьях и в бухтах, заросших морской травой рода Phyllospadix, на глубине 1-1,5 м. Закапываются в субстрат, выставив только щупальца. Кормятся мелкими ракообразными и брюхоногими моллюсками.